# 高家堰镇
高家堰镇，是中华人民共和国湖北省宜昌市长阳土家族自治县下辖的一个乡镇级行政单位。

## 行政区划
高家堰镇下辖以下地区：
魏家洲村、木桥溪村、高家堰村、界岭村、流溪村、向日岭村、古城村、彭家河村、佑溪村、金盆村和青岩村。

## 中国传统村落
2012年，向日岭村六组被评为首批“中国传统村落”。